# Angadrisma
Angadrisma (Beauvais, 630 – Oroër, 695) è stata una badessa francese, venerata come santa dalla Chiesa cattolica.

## Biografia
Angadrisma visse nel VII secolo nella diocesi di Thérouanne, nella Francia settentrionale. Era figlia di Crodoberto I di Tours e sorella di Lamberto I di Hesbaye. La sua educazione subì l'influsso del vescovo sant'Omero, e del cugino san Lamberto di Lione, in quel periodo, a Fontanelle. Fu sostenuta da essi nella vocazione alla vita religiosa, ma dovette contrastare l'opposizione di suo padre, che l’aveva promessa in sposa ad un giovane signore, il futuro vescovo di Rouen Sant'Ansberto. Per evitare le nozze indesiderate, Angadrisma pregò di poter divenire fisicamente meno attraente, ma la sua preghiera ebbe effetti persino esagerati e si ammalò di lebbra. Ciò le permise di essere libera di ricevere l'abito religioso per mano di Sant'Audoeno. Lo stesso giorno la malattia scomparve miracolosamente.
La sua vita monacale fu esemplare. Divenne badessa di un convento nei pressi di Beauvais. Parecchi miracoli furono attribuiti alla sua intercessione quando era ancora in vita, tra i quali l'estinzione di un incendio che minacciava il monastero, contrastandolo con l'esposizione delle reliquie del fondatore, sant'Ebrulfo. Angadrisma morì più che ottantenne nel 695 circa.
Invocata subito come santa, fu annoverata tra i patroni di Beauvais e invocata contro gli incendi, la siccità e le calamità. Ripetutamente traslate a causa della distruzione del convento e poi della Rivoluzione francese, le sue reliquie riposano oggi nella cattedrale. Il monastero presso Beauvais in Neustria è chiamato l’Oratorio, perché aveva più luoghi di preghiera, in cui ella senza sosta serviva il Signore.